# Kurier (Schiff, 1817)
Die Kurier oder Courier war nach der Prinzessin Charlotte von Preußen das zweite Dampfschiff, das in Pichelsdorf bei Spandau von dem schottischen Ingenieur John B. Humphreys Jr. gebaut wurde. Das Schiff war für Fahrten zwischen Hamburg und Magdeburg vorgesehen.
Die Kurier wurde von einer 14 PS starken Dampfmaschine von Boulton & Watt angetrieben. Es gab jeweils einen Fahrgastraum für die erste und zweite Klasse, die Platz für 14 beziehungsweise 16 bis 18 Personen boten. Es gab auch zwei Schlafräume für Frauen und Männer und ein Bordrestaurant.
Am 5. April 1817 unternahm das Schiff seine erste Reise von Pichelsdorf nach Hamburg. Sie traf am 8. April in Hamburg ein und hatte 35,5 Stunden reine Fahrtzeit hinter sich. Die zweite Fahrt ging von Berlin nach Hamburg Niederbaum und dauerte vom 24. bis zum 28. April 1817. Danach wurde das Schiff für Ausflugsfahrten auf Spree und Havel eingesetzt.